# Macroplea appendiculata
Macroplea appendiculata is een keversoort uit de familie bladkevers (Chrysomelidae). De wetenschappelijke naam van de soort werd in 1794 gepubliceerd door Georg Wolfgang Franz Panzer.